# Neil Cicierega

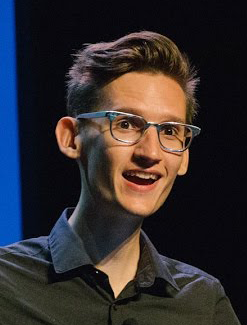
Neil Cicierega

Neil Stephen Cicierega, född den 23 augusti 1986, är en amerikansk flashanimatör. Mest känd är han antagligen för flashfilmerna Ultimate Showdown of Ultimate Destiny skapad tillsammans med flashanimatören Altf4) och för Potter Puppet Pals (en Harry Potter-parodi).

## Diskografi

### Under artistnamnen Trapezoid/Deporitaz
- Outsmart (2000)
- Microwave This CD (2001)
- Dimes (2002)
- Cirka 2000 (2007)

### Under eget namn
- Mouth Sounds (2014)
- Mouth Silence (2014)
- Mouth Moods (2017)
- Mouth Dreams (2020)

### Under artistnamnet Lemon Demon
- Clown Circus (2003)
- Live From The Haunted Candle Shop (2003)
- Hip To The Javabean (2004)
- Damn Skippy (2005)
- Dinosaurchestra (2006)
- View-Monster (2008)
- Nature Tapes (2014)
- Spirit Phone (2016)